# Vlag van Maranhão

Vlag van Maranhão

De vlag van Maranhão werd officieel aangenomen op 6 december 1889 en werd ontworpen door de dichter Joaquin Sousa de Andrade. De kleuren rood, zwart en wit symboliseren de diverse rassen van de inwoners van deze Braziliaanse staat. Net zoals in de vlag van Piauí symboliseert de witte ster de staat, terwijl het blauwe vlak de lucht symboliseert. De vlag is nogmaals officieel bevestigd op 1 december 1971

## Voormalige vlag

Vlag voor 1889